# Bodzechów (stacja kolejowa)
Bodzechów – stacja kolejowa w Bodzechowie, w województwie świętokrzyskim, w Polsce.